# 克里斯塔貝爾·潘克斯特

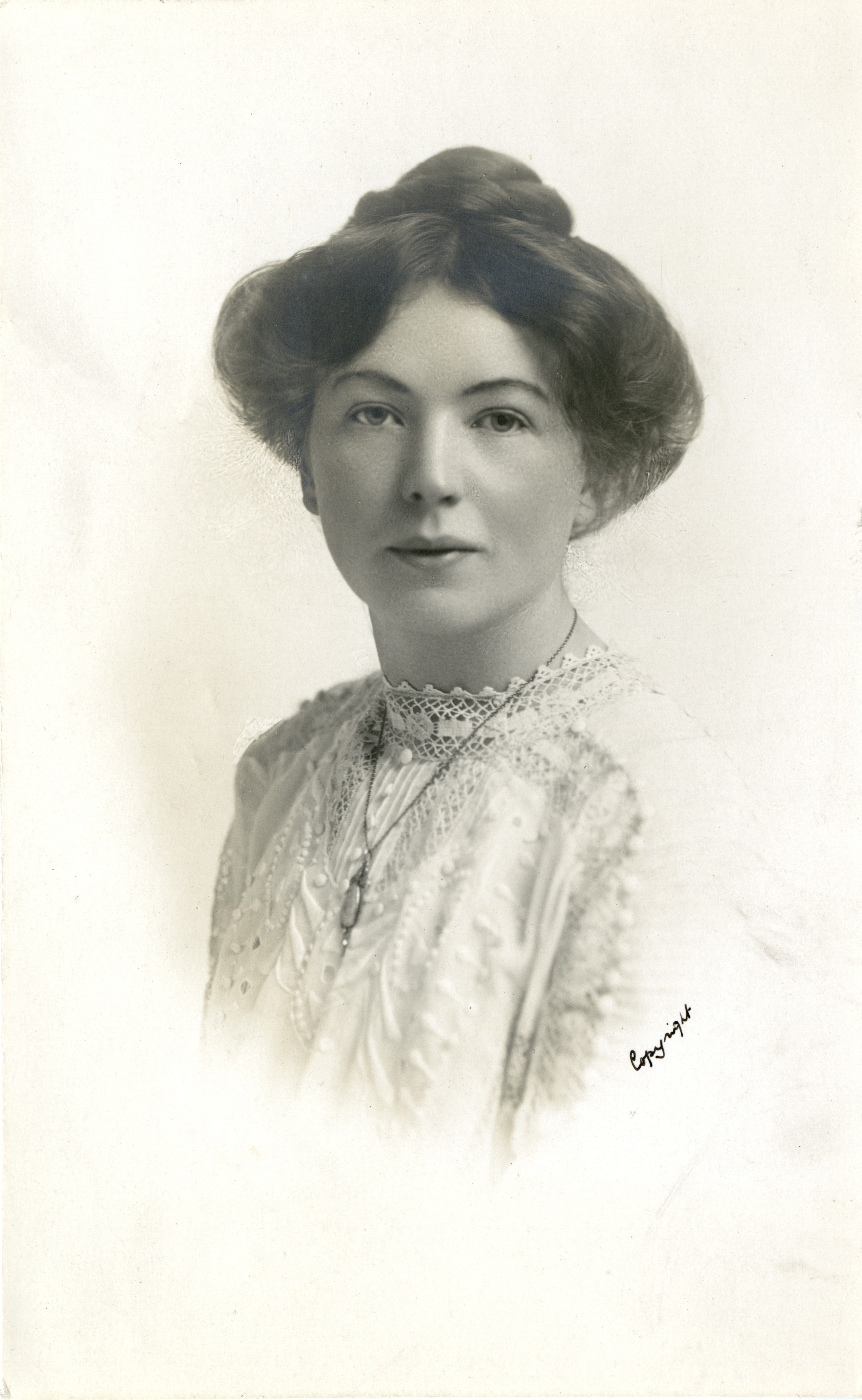

克里斯塔貝爾·哈里特·潘克斯特（英語：Christabel Harriette Pankhurst；1880年9月22日—1958年2月13日）是20世紀英國著名女性主义運動活動家、婦女社會和政治聯盟的創始人之一、英國女權運動領袖艾米琳·潘克斯特的長女。她與大妹妹西爾維亞、小妹妹阿德拉是20世紀初著名的英國女權運動三姐妹。1918年英國實現婦女選舉投票權之後，她是英國歷史上第一批參加競選議員的女性，在競選失敗之後，1921年她退出了政壇並移居美國，到了美國之後投身於基督教傳教事業。

## 早年生活
1880年9月，克里斯特貝爾出生於英國的曼徹斯特。她的家庭是女權運動的世家，外祖母和外祖父對女權運動的關注影響了她的母親艾米琳，而克里斯特貝爾的父親理查德·潘克斯特也是一位熱衷於女權運動的自由主義者。這又影響了克里斯特貝爾和她的兩個妹妹。
在克里斯塔貝爾上學之前，就學會了閲讀。在她的兩個妹妹稍稍長大後，她和兩個妹妹一起進入到曼徹斯特女子中學學習。之後，她和家人的一個朋友在日内瓦生活了幾年。1898年她父親去世之後，她回到了母親身邊照顧家裏。在20歲之後，克里斯塔貝爾進入到曼徹斯特大學深造，在她26歲那年她雖然獲得了法學學士（簡稱LLB）的學位，但在當時律師行業卻不允許女性涉入，因此她無法因此而得到法律方面的工作。

## 投身女權運動
還在大學時代的克里斯塔貝爾就投身於女權運動。1903年10月，她和母親在曼徹斯特家中與當時一些女權運動活動家成立了婦女社會政治聯盟（WSPU）。
1904年12月6日，克里斯塔貝爾在“曼徹斯特雅典學院”的演講中説到了她自己因爲性別原因，被拒絕進入律師界。因此，她呼籲要接納婦女進入法律界。她認爲現在存在著阻礙婦女進入法律界的多種障礙，她舉例說：有些婦女雖然獲得了倫敦的法學學位，卻不被允許獲得律師資格；有的女性雖然不被允許做律師代理人，但卻從事繁忙的律師文書工作，實際上就是為男人“打雜”。
1905年，為爭取婦女投票權，在一次自由黨的會議上，她和女權運動活動家安妮·肯尼一起大聲呼籲婦女投票權而打斷了會議，爲此她們兩個人遭到逮捕，法庭判她們有罪，要麽支付罰款，要麽入監坐牢，兩個人選擇寧可進監獄也不支付罰款。因而，她們的行爲受到了媒體的關注以及進一步激發了婦女社會政治聯盟（WSPU）的聲援活動。她的母親艾米琳在女兒被捕並開庭受審之後，開始采取了更加激進的抗議行動，因而她本人也遭到多次逮捕。

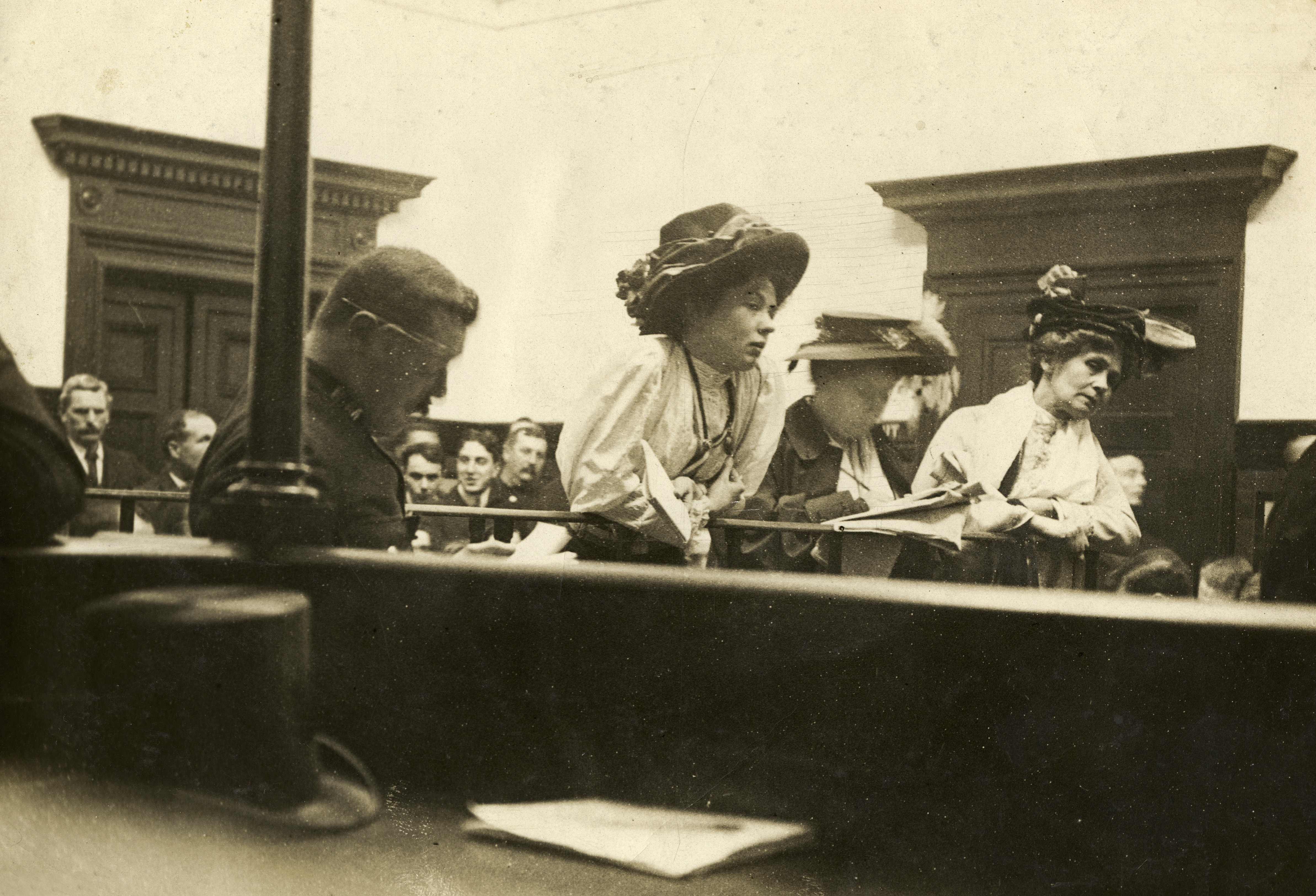
1908年克里斯塔貝爾（左）與母親艾米琳（右）和弗洛拉·德拉蒙德三人在法庭受審

1906年，克里斯塔貝爾來到婦女社會政治聯盟（WSPU）倫敦總部，被任命為該組織的秘書。她被人們戯稱爲“暴民女王”。在這期間，她多次遭到逮捕。1907年在議會廣場被捕并被判監禁，1908年，她和母親艾米琳以及弗洛拉·德拉蒙德在弓街治安法院受到審判，罪名是散發傳單、指使婦女社會政治聯盟成員衝擊下議院，審判結果三人被判三個月監禁。
但是，克里斯塔貝爾和她母親以及婦女社會政治聯盟的抗議活動不僅沒有收斂，反而更加升級。在這之後的幾年期間，由於婦女社會政治聯盟采取的手段越來越激進，例如：砸破倫敦市政的窗戶，縱火等行爲。導致了警察突襲了“婦女社會政治聯盟”（WSPU）辦公室，並將她母親等活動家再次逮捕入獄，克里斯塔貝爾本人也遭到了通緝，並逃到了巴黎。
1913年至1914年期間她住在巴黎，以逃避《貓捉老鼠法令》對她的起訴。但是她在巴黎沒有停止活動，而是以巴黎為活動據點與本國國内的女權運動活動家保持溝通，并繼續爲《女權報》做編輯工作。

## 一戰時期
1914年8月一戰爆發之後，法國成爲戰爭前綫，克里斯塔貝爾只好回到了英國。回到英國之後，她遭到了逮捕，爲此她曾進行了絕食抗議。但還是被判處了3年監禁。而戰爭的爆發使她的母親艾米琳認爲，當前的主要問題是面臨來自德國的威脅，此時應該與英國政府合作。並説服婦女社會政治聯盟（WSPU）停止所有的激進活動，爲此英國政府與婦女社會政治聯盟（WSPU）達成協議，釋放了包括克里斯塔貝爾在内的所有在押的“WSPU”成員。

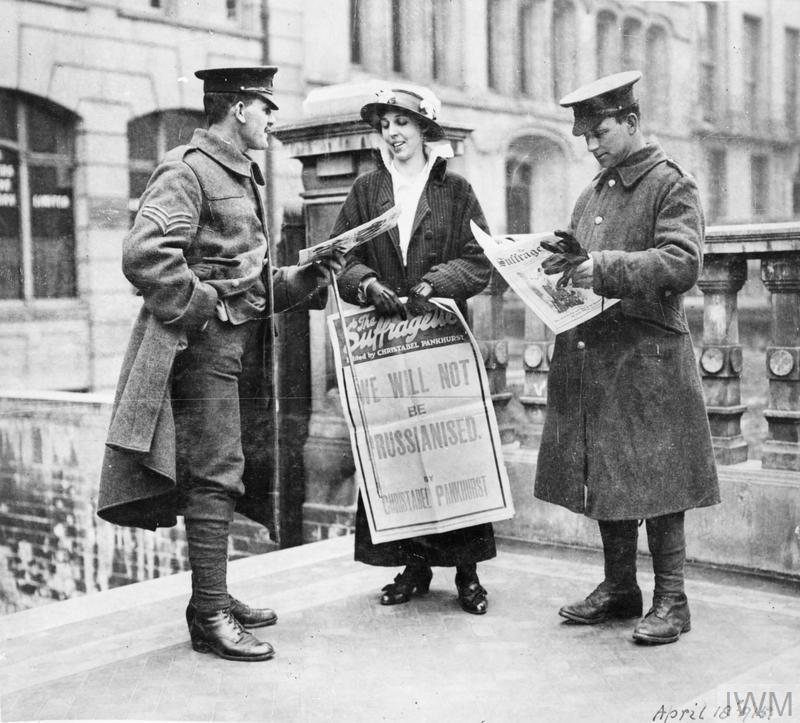
1915年戰爭期間，一位WSPU成員向英國軍人派發宣傳報刊

出獄之後的克里斯塔貝爾，9月8日在出現在英國皇家歌劇院并發表了“來自德國的威脅”"The German Peril"的演講，呼籲所有英國人放下歧見，團結一致。這次集會是婦女社會政治聯盟（WSPU）與新成立的英國愛國團體“大英帝國聯盟”一起發起的，這也是婦女社會政治聯盟（WSPU）在戰爭立場上與政府站在一起。在此期間，她和婦女社會政治聯盟（WSPU）重要成員諾拉·埃拉姆一起，在英國全國各地發表演講，號召青年男人應徵入伍。她和支持者們還發起了“白色羽毛運動”，她們將象徵著羞辱意味的白色羽毛塞給每一個遇到的平民著裝的年輕男人，以此激勵他們報名參軍。
1915年10月，作爲婦女社會政治聯盟（WSPU）的宣傳報刊《女權報》（The Suffragette）改名爲《不列顛報》（Britannia）。克里斯塔貝爾在報刊發表文章，呼籲男人當兵上前綫，婦女去工廠做工，以此作爲對國家的奉獻。同時還在海德公園高舉“把他們抓起來”的標語牌做宣傳活動，號召人們保持對敵警惕，無論男女老少，如果在海岸綫上發現可疑人，都予以拘捕。她還要求外相愛德華·格雷、内閣成員羅伯特·塞西爾、艾爾·克勞以及陸軍將領威廉姆·羅伯遜等人辭職，因爲她認爲這些人做事優柔寡斷而不稱職。

## 參加選舉
1918年2月6日，英國通過了《人民代表法》，這項法律當時儘管有條件限制，但是終於承認了婦女的投票權和參選權。在這之前的1917年11月，婦女社會政治聯盟（WSPU）宣佈改為“英國婦女黨”。當該法律通過後，克里斯塔貝爾宣佈，她代表英國婦女黨參加12月14日舉行的作爲斯梅斯維克選區的1918年英國大選，這也是英國婦女在歷史上首次參與投票和競選。在競選過程中，她提出了“勝利的和平”、“德國人必須爲戰爭付出代價”、“英國為英國人”等競選口號。最後在選舉中，克里斯塔貝爾以775票敗給工黨候選人約翰·戴維森，一年之後“英國婦女黨”也宣告解散。

## 退出政壇後
隨著1918年競選的失敗以及英國婦女黨的解散，克里斯塔貝爾退出了英國政壇。1921年她移居到了美國。在美國，她最終成爲“普利茅斯弟兄會”的傳道人，并成爲“耶穌重現”運動的重要成員。在1920年代期間，她在美國出版了不少有關基督福音的書籍。1928年身在加州的克里斯塔貝爾聽到母親在倫敦去世的消息之後，精神受到很大打擊，爲此，她特意將母親收養的女孤兒貝蒂（Betty）接到了自己家，通過與貝蒂的朝夕相處從喪母的悲痛中逐漸恢復過來。
1930年代，克里斯塔貝爾曾返回英國居住了一段時期，在英國居住期間，作爲“1936年新年榮譽”獲獎者，英國授予了她“大英帝國勳章”，以表彰她為公共社會做出的貢獻。二戰爆發後她回到美國。在此之後，克里斯塔貝爾全身心地投入傳播福音事業，20世紀50年代，她經常被邀請到美國各電視節目做演講。
1958年2月13日，克里斯塔貝爾在家中去世，享年77歲。她去世之後，被下葬在加州聖莫妮卡的伍德勞恩紀念公墓。

## 著作及後世紀念

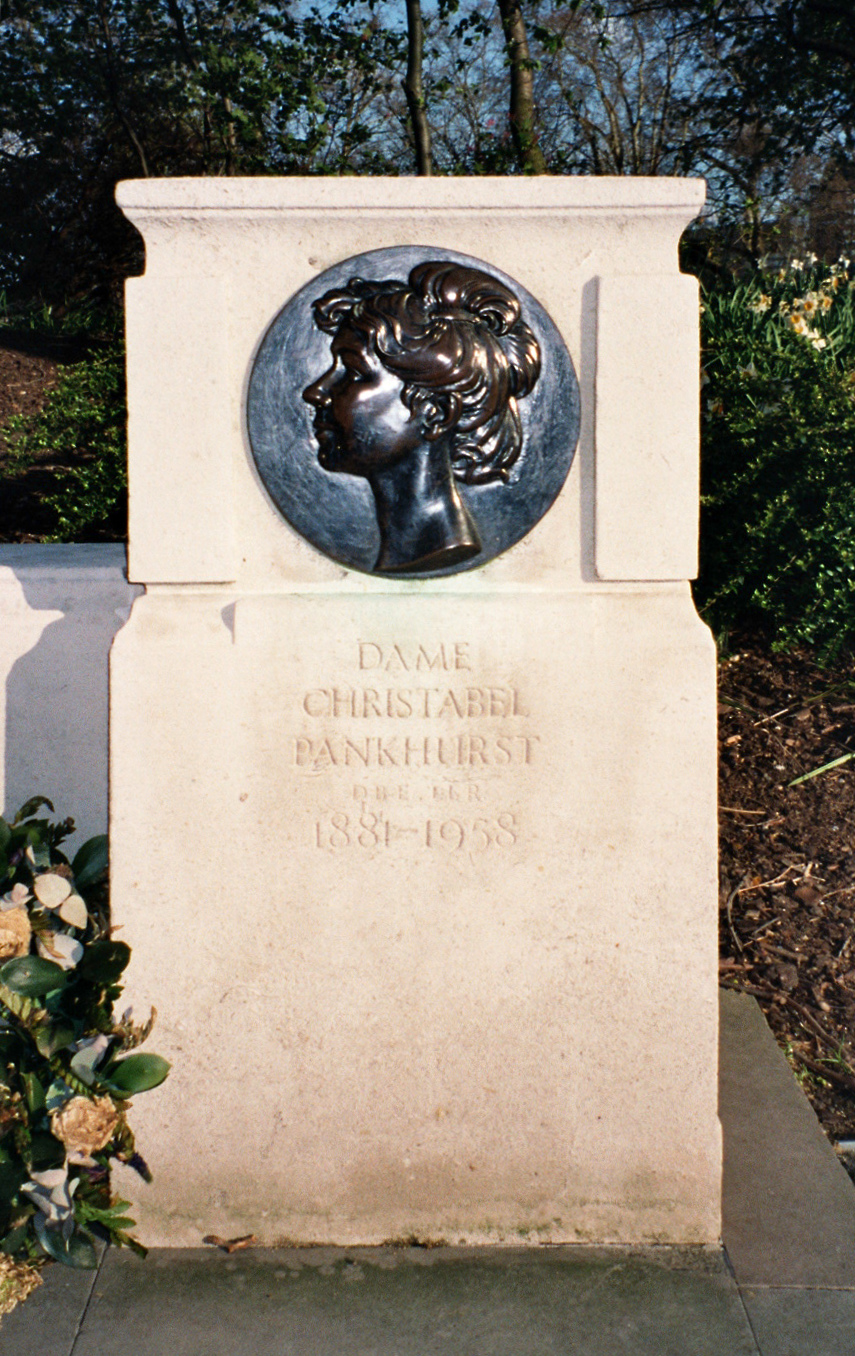

- 1923年，發表著作《主降臨》（The Lord Cometh）[8]
- 1924年，發表著作《封閉年代的迫切問題》（Pressing Problems of the Closing Age）[9]
- 1926年，發表著作《世界的动荡：黎明的愿景》（The World's Unrest : Visions of the Dawn）[10]
- 1959年，在克里斯塔貝爾去世一周年之後，英國在維多利亞塔公園（英语：Victoria Tower Gardens）原來的艾米琳·潘克斯特的紀念雕像右側下方增加了克里斯塔貝爾的側面頭部雕像。7月13日，時任英國内閣成員的大法官基爾穆爾子爵（英语：David Maxwell Fyfe, 1st Earl of Kilmuir）爲此雕像揭幕（右圖）。

- 2006年，英格蘭遺產委員會在潘克斯特家族居住在倫敦諾丁山克拉倫頓路（英语：Clarendon Road）50號的住宅，爲克里斯塔爾和她的母親樹立了一塊藍色紀念牌。

- 2018年，英國女權運動活動家“米利琴特·費塞特雕像（英语：Statue of Millicent Fawcett）”揭幕，克里斯塔貝爾和其他58名女權運動活動家名字銘刻在其基座上。